# Parlamento da Convenção (1660)
O Parlamento de Convenção da England (25 de abril de 1660 – 29 de dezembro de 1660) sucedeu o Parlamento Longo que finalmente votou por sua própria dissolução em 16 de março daquele ano. Ele foi eleito como um "parlamento livre", ou seja, sem juramento de lealdade à Commonwealth ou à monarquia, sendo predominantemente realista em sua composição. Reuniu-se pela primeira vez em 25 de abril de 1660.
Após o recebimento da Declaração de Breda, o Parlamento proclamou em 8 de maio que o rei Charles II da Inglaterra fora o legítimo monarca desde a morte de Charles I da Inglaterra em janeiro de 1649. O Parlamento de Convenção então procedeu à preparação necessária para o Acordo de Restauração. Essas providências incluíram as medidas necessárias para lidar com a terra e o financiamento, de modo que o novo regime pudesse funcionar.
As represálias contra o estabelecimento que se desenvolveu sob Oliver Cromwell foram limitadas pelos termos do Lei de Indenização e Esquecimento, que entrou em vigor em 29 de agosto de 1660. No entanto, houve processos contra aqueles acusados de regicídio, pela participação direta no julgamento e na execução de Charles I.
O Parlamento de Convenção foi dissolvido por Charles II em 29 de dezembro de 1660. O parlamento subsequente foi eleito em maio de 1661 e ficou conhecido como o Parlamento Cavalier. Este órgão passou a desmontar sistematicamente ou reformular toda a legislação e as instituições introduzidas durante o Interregno, além de confirmar os Atos do Parlamento de Convenção.

## Legislação
Nos estatutos legais, o parlamento da Convenção é citado como 12 Cha. 2 (sessão parlamentar do "12º ano de reinado de Charles II"). Entre os atos aprovados por ela estavam:
- Lei do Parlamento de 1660 (c.1)
- Uma lei para colocar em execução uma Portaria mencionada nesta Lei
- Um Ato para a Continuação do Processo e Processos Judiciais
- Lei de Tunnage e Poundage (c.4), com tabela de taxas alfandegárias muito altas, que permaneceram praticamente inalteradas até o século 18.
- Continuação do Imposto Especial de Consumo até 20 de agosto de 1660
- Uma lei para a presente nomeação de comissários de esgotos.
- Um ato para restaurar James Marquesse de Ormond etc.
- Uma lei para a continuação do imposto especial de consumo até o vigésimo quinto dia de dezembro de mil seiscentos e sessenta.
- Estabelecimento de um poll tax (c.9) para pagar a dissolução do Novo Exército Modelo
- Uma lei para suprir e explicar certos defeitos em uma lei intitulada Uma lei para a rápida provisão de dinheiro para dissolver e pagar as forças deste reino por terra e mar.
- Lei de Indenização e Esquecimento (c.11)
- Procedimentos legais durante a Lei da Commonwealth de 1660 (c.12)
- Uma lei para restringir a tomada de usura excessiva
- Um Ato para um Aniversário Perpétuo de Ação de Graças no dia nove e vinte de maio
- Um ato para a rápida dissolução do Exército e das guarnições deste Reino
- Um ato para incapacitar os Souldiers do Exército agora a serem dissolvidos para exercer ofícios
- Um Ato para a Confirmação e Restauração de Ministros
- a Lei de Navegação (c.18)
- Um ato para prevenir fraudes e ocultações de Suas Majestades Customes e Subsídios
- Uma lei para levantar milhares de libras para a dissolução completa de todo o Exército e pagar alguma parte da Marinha
- Um ato para o rápido aumento de mil libras Seaventy para o presente suprimento de sua Majestade
- Um Ato para a Regulamentação do Comércio de Bay Making no Dutchy Bay Hall em Colchester
- Uma concessão de certas imposições sobre cerveja e outros licores para o aumento da receita de Sua Majestade durante sua vida
- Lei de Abolições de Posses (c.24)
- Uma lei para melhor ordenar a venda de vinhos pelo varejo e para evitar abusos na mistura, corrupção e viciação de vinhos, e para fixar e limitar os preços dos mesmos
- Uma Lei para a cobrança dos atrasados da Avaliação de doze meses a partir do início do dia 20 de junho de mil seiscentos e cinquenta e nove, e a avaliação de seis meses a partir do dia vinte e cinco de dezembro de mil seiscentos e cinquenta e nove
- Um ato para conceder ao Reis Majestic Fower cento e vinte mil libras por uma avaliação de três vintenas e dez mil libras por mês por seis meses para dissolver o restante do Exército e pagar a Marinha
- Uma lei para fornecer e explicar certos defeitos em uma lei intitulada Uma lei para a rápida provisão de dinheiro para dissolver e pagar as forças deste reino por terra e mar
- Um ato para o levantamento de mil libras marítimas para o fornecimento adicional de sua Majestade
- Um ato para o conquistador de várias pessoas culpadas do horrível Murther de sua falecida Majestade Sagrada, o rei Charles, o primeiro
- Um ato para o levantamento de mil libras marítimas para o fornecimento adicional de sua Majestade
- Um Ato para Confirmação de Arrendamentos e Concessões de Colledges e Hospitalls
- Proibição de exportação de lã (c.32)
- Um ato para confirmação de casamentos
- Proibição de plantações de tabaco nas Ilhas Britânicas (c.34)
- Estabelecimento do Correio Geral (c.35)
- Uma lei que autoriza o Mestre dos Rolls, por enquanto, a fazer arrendamentos por anos, a fim de reconstruir as antigas casas pertencentes aos Rolls

Como todos os atos dos parlamentos da Commonwealth foram eliminados do registro legal, o Parlamento de Convenção replicou parte da legislação que desejava conservar (por exemplo, o Lei de Navegação de 1651) em novos atos.